# Ermita de la Soledad (Atauri)
La Ermita de la Soledad (Atauri) es un edificio religioso católico románico perteneciente al concejo de Atauri del municipio de Arraya-Maestu en la provincia de Álava

## Localización
La ermita se encuentra saliendo de la localidad de Atauri en dirección a Maestu por la vía verde del desaparecido ferrocarril Vasco-Navarro, un camino que corre unos 700 metros paralelo a la carretera y al curso del río Berrón.

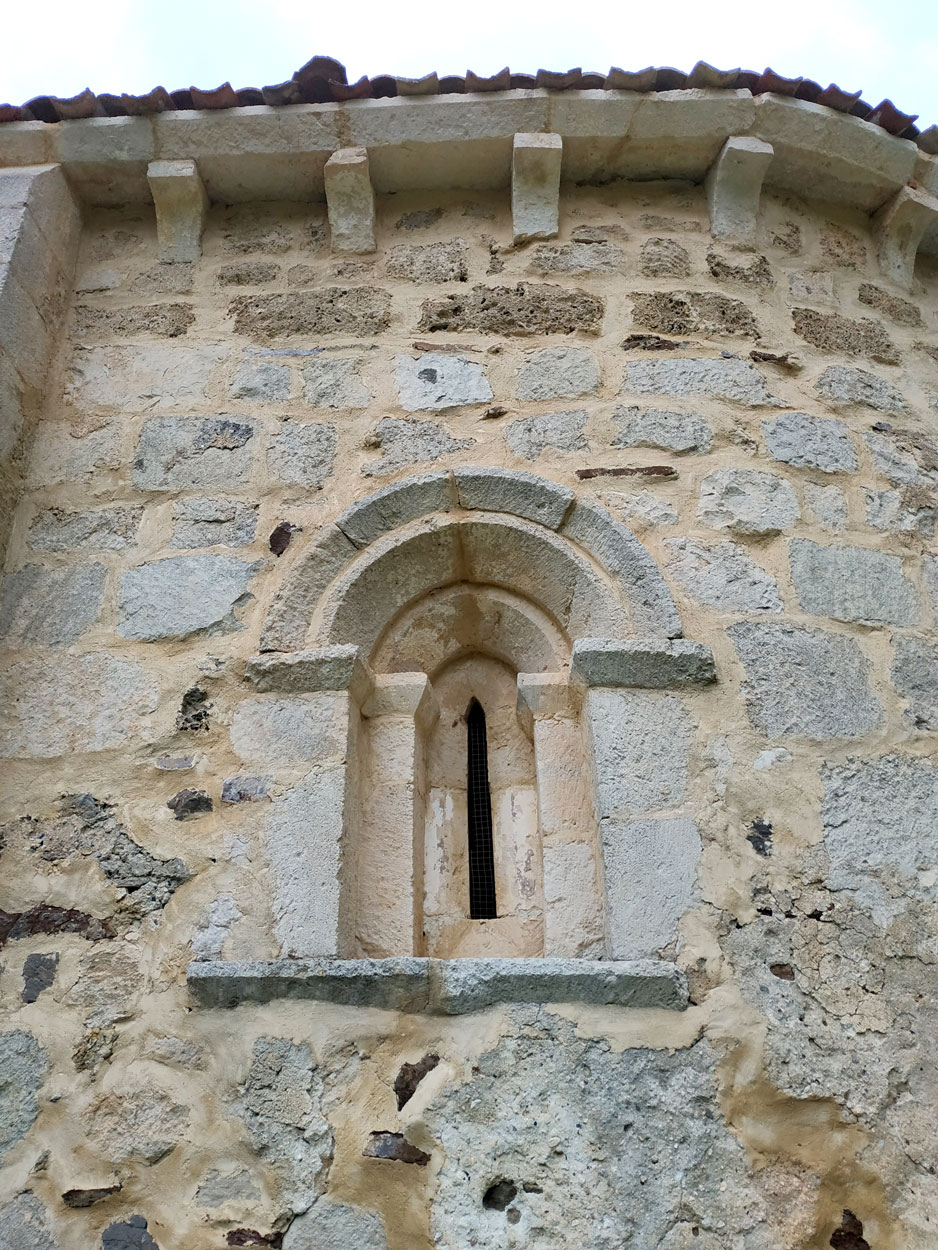
Ermita de la Soledad. ventanal románico.

## Historia
En el documento de la Reja de San Millán (1025) se menciona la existencia de un Atahuri de Suso (que se correspondería más o menos con la actual localidad) y un Atahuri de Yuso, que se ha relacionado con la ubicación de la ermita de la Soledad, que sería por aquel entonces su parroquia. Atauri gozó históricamente de una posición estratégica como centro de control de los caminos que se cruzaban en la zona. La arquitectura de esta ermita y los usos que ha tenido a lo largo del tiempo demuestran la importancia que tuvo para su comunidad. Aunque desde 1760 se la conoce ya bajo la advocación de Nuestra Señora de la Soledad, la documentación antigua demuestra que anteriormente estuvo dedicada a San Julián, como se menciona en la visita pastoral de 1731.
En 1738 tras un fuerte temporal sufre graves daños. En 1741 se tienen que efectuar diversas reparaciones por haber sido removido su altar en busca de algún tesoro. Hacia 1827 o 1830  se ordena que la imagen que se halla en el altar, por ser indecente, se haga pedazos y se entierre.
En 1983 se restauró el templo por problemas en su estructura, rehaciendo la cubierta, consolidando la cornisa y las ménsulas lisas que podemos ver en el ábside y adecuando el entorno.
La ermita es un bien cultural arquitectónico protegido con carácter general por la Ley 16/1985, de 25 de junio, del Patrimonio Histórico Español (BOE núm. 155, de 29 de junio de 1985).

## Descripción

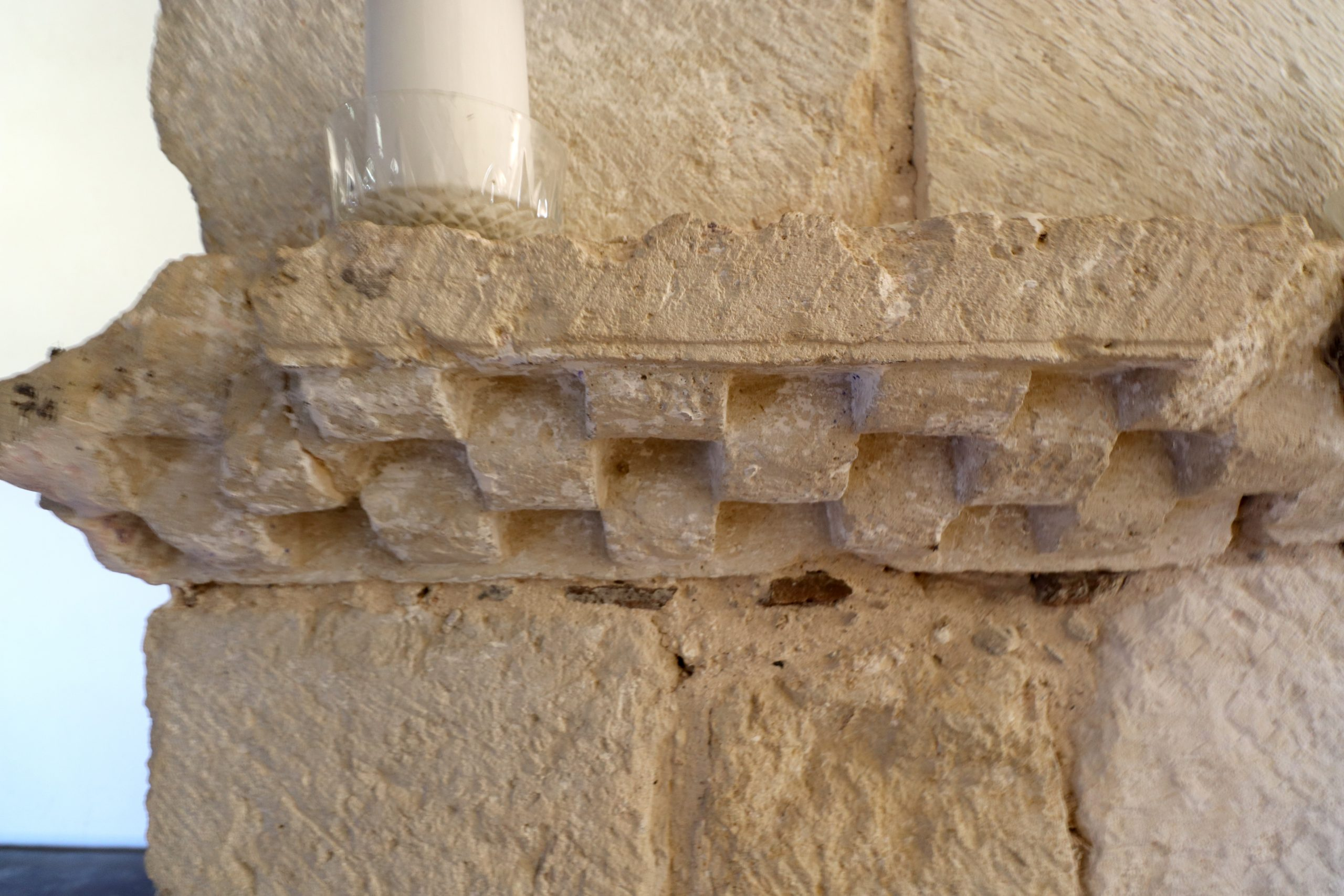
Decoración ajedrezada

Es una pequeña construcción románica de dos cuerpos (nave y ábside de mayor altura) que podría fecharse en la segunda mitad del siglo XII; de su estructura medieval conserva el ábside semicircular de buena sillería y algunos canecillos en la parte exterior. La nave rectangular con cubierta de madera es posterior. La portada, al sur del templo, es sencilla con arco de medio punto. En la fachada sur del presbiterio se abre una ventana del siglo XIII, con dos arquivoltas sin decoración. En el mismo frontis quedan restos de capiteles románicos. La decoración ajedrezada del interior del templo nos remite a su origen románico. La imagen de la Virgen de la Soledad, probablemente del siglo XVIII, se encuentra sobre una peana construida con sillares a la derecha del altar. Se trata de una imagen de “palo” o “maniquí” con solo la cabeza y las manos policromadas.

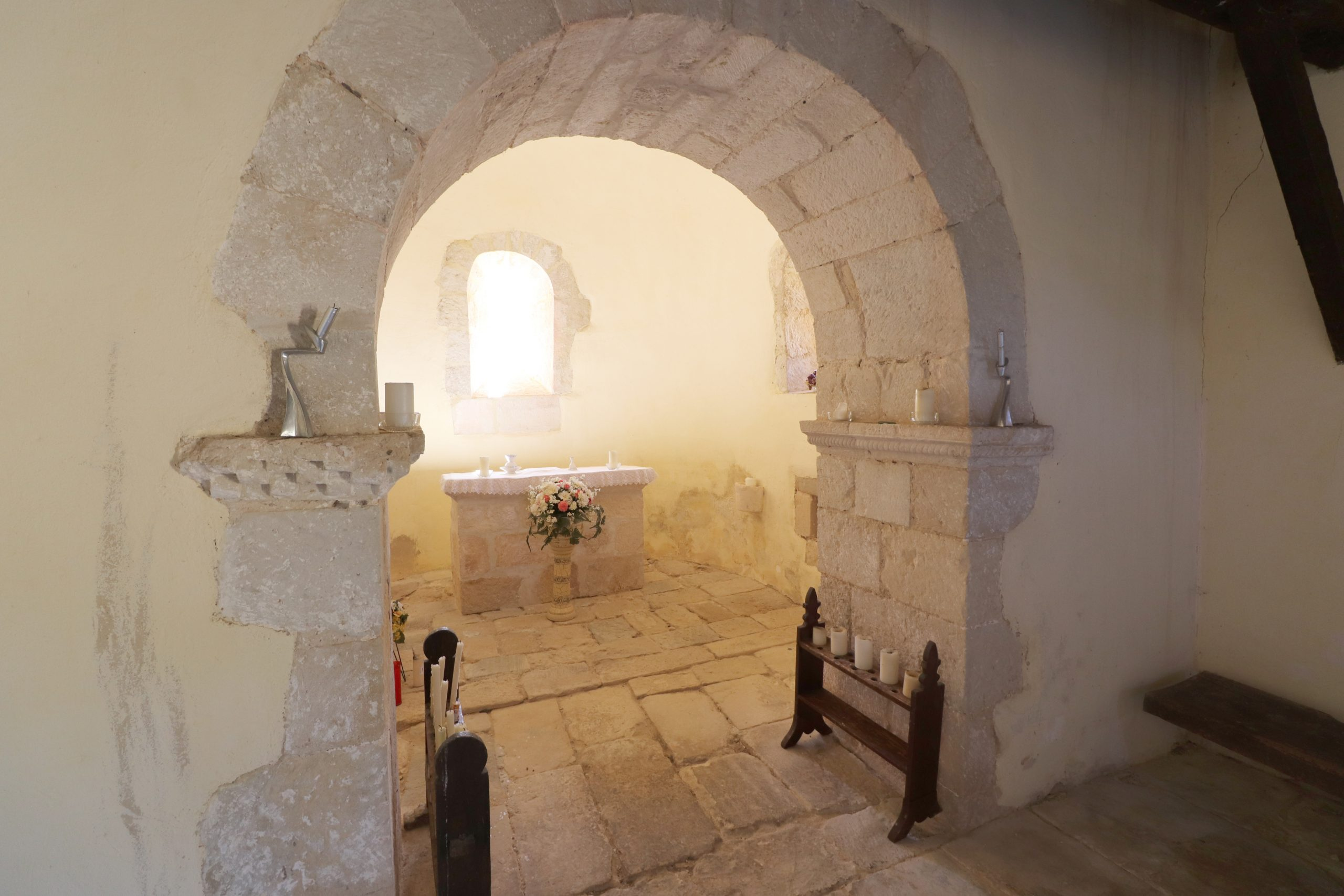
Altar de la ermita

La ermita no tiene días de culto fijos, aunque hay costumbre de celebrar misas el 15 de mayo, el 15 de agosto y el 8 de septiembre.

## Referencia
1. 1 2  Ocio Vallejo, Montserrat, González Salazar, José Antonio (2019). «Las ermitas de la Cuadrilla de Campezo-Montaña Alavesa». Estudios de Etnografía Alavesa -Seminario alavés de Etnografía, 13 (Diputación Foral de Álava). ISBN 978-84-7821-917-9.
2. ↑  «Ermita de la Soledad - GeoAraba». geo.araba.eus. Consultado el 11 de julio de 2025.
3. ↑  «Atahuri - Edición electrónica del Becerro Galicano de San Millán de la Cogolla». www.ehu.eus. Consultado el 13 de julio de 2025.
4. 1 2  «Ermita de la Soledad de Atauri | Ondare Irekia / Patrimonio Abierto». Consultado el 13 de julio de 2025.
5. 1 2  Vegas Aramburu, José Ignacio (1986).  Eusko Ikaskuntza, ed. El Románico en Álava. Segunda parte. Donostia-San Sebastián. ISBN 84-86240-34-4.
6. 1 2  «La Soledad d'Atauri». www.artmedieval.net. Consultado el 13 de julio de 2025.
7. ↑  García, Juan. «Ermita de la Soledad - MonumentalNet». www.monumentalnet.org. Consultado el 13 de julio de 2025.
8. ↑  «ATAURI - Auñamendi Eusko Entziklopedia». aunamendi.eusko-ikaskuntza.eus. Consultado el 13 de julio de 2025.